# Retable de Tauberbischofsheim
Le retable de Tauberbischofsheim est une œuvre du peintre Mathis Gothart-Nithart — traditionnellement désigné sous le nom de Matthias Grünewald —, réalisée vraisemblablement entre 1523 et 1525. Il se compose d'une Crucifixion et d'un Portement de Croix, qui constituaient à l'origine les deux faces d'un même retable d'autel peint sur bois, de 195,5 cm de haut et de 142,5 cm de large. Le panneau a été divisé en deux dans l'épaisseur du bois lors de sa première restauration en 1883, afin de permettre son exposition dans un musée. Depuis 1900, les deux œuvres, désormais séparées, sont exposées à la Staatliche Kunsthalle de Karlsruhe.
La plus ancienne mention écrite du retable date du XVIIIe siècle, alors que celui-ci se trouvait dans l'église Saint-Martin de Tauberbischofsheim. Sa destination originelle et son commanditaire ne sont pas identifiés de façon certaine. Cependant, il est tenu pour probable qu'il ait été conçu pour l'église de la ville, et que son commanditaire ait fait partie de l'entourage du chapitre de la cathédrale de Mayence et des membres du clergé de Tauberbischofsheim qui y étaient liés.
Le Retable de Tauberbischofsheim n'est pas seulement remarquable du point de vue de sa manière, qui renvoie à la dernière période du peintre. La simplicité de sa construction formelle, ainsi que l'absence d'attributs allégoriques alors répandus dans la peinture de l'époque au profit d'une représentation expressive, mettant l'accent sur les attitudes individuelles, font que cette peinture s'écarte notablement de la tradition du Moyen Âge tardif.

## Élaboration et historique

### Datation et commanditaire
Les études sur Grünewald placent généralement l’œuvre, d'après des critères stylistiques, dans les années suivant 1520. Par recoupement avec les maigres informations biographiques concernant le peintre, la date de 1523-1524 est tenue pour la plus probable. Ainsi, le retable est considéré — compte tenu de toutes les incertitudes concernant la datation de la Déploration d'Aschaffenbourg — comme une des dernières œuvres encore conservées de Grünewald, mort en 1528 à Halle-sur-Saale. Il correspond à l'époque, entre 1515 et 1526, où Grünewald est attaché au service de l'archevêque de Mayence Albert de Brandebourg en tant que peintre de la cour de l'électorat de Mayence, et au cours de laquelle il réalise, en 1520, trois retables pour la cathédrale de la ville. Appartiennent à la même période du peintre le Retable de saint Érasme et saint Maurice (actuellement conservé à l'Alte Pinakothek de Munich) pour la collégiale de Halle, et la Déploration du Christ de la collégiale Saint-Pierre et Saint-Alexandre d'Aschaffenbourg.
L'œuvre est évoquée pour la première fois dans un inventaire du diocèse de Mayence effectué vers 1768, qui décrit également tous les autels de l'église Saint-Martin de Tauberbischofsheim rénovés en style baroque vers 1761. Dans le deuxième volume de ces Dioecesis Moguntia, Johann Sebastian Severus (1716–1779) mentionne le retable spécialement dédié à l'adoration de la Croix en ces termes : « Crucis pariter noviter vestitum, in quo elegans pictura artificiis Alberti Düreri manu facta, Christu(m) es(t) una parte Bajulum, et in altera parte pendulum crucis repraesentans. » (« Une Sainte-Croix, réalisée récemment de la même manière, dans un tableau plein de goût de la main d'Albrecht Dürer peint avec un grand talent, représentant sur un face le Christ portant la Croix, sur l'autre face le Christ en Croix. »)
Le fait que le retable soit ici attribué à Albrecht Dürer, le plus grand représentant des peintres allemands de la Renaissance, est tout à fait révélateur de la rapidité à laquelle l'œuvre et la personne de Grünewald sont tombées dans l'oubli, mais aussi de la très haute estime en laquelle est tenue la qualité de l'œuvre. Le franciscain Johannes Stravius mentionnait déjà, dans une lettre de 1664 adressée au jésuite et historien Johannes Gamans (de) à propos des neuf retables de l'église, un tableau de la Crucifixion désigné comme une Sainte-Croix, mais son identification avec la Crucifixion de Grünewald demeure incertaine.
Une Crucifixion est évoquée plus tôt encore, alors que le prêtre Friedrich Virenkorn dote de bénéfices en 1505, puis en 1515, la chapelle dédiée depuis 1493 à la Sainte-Croix de l'église Saint-Martin. Virenkorn est donc généralement tenu comme le commanditaire du retable, à moins qu'il ne s'agisse de Martinus Heim, que le registre des prévôts de la collégiale d'Aschaffenbourg désigne en 1523 comme « institutus ad altare S. Crucis » (« l'instigateur de l'autel de la Sainte-Croix »). L'exécution de l'œuvre pour une autre église — par exemple pour la cathédrale de Mayence elle-même, pour laquelle Grünewald travaille vers 1520 —, aurait selon toute vraisemblance été consignée dans les archives du diocèse, ce qui n'est pas le cas. Il peut certes sembler singulier de supposer Grünewald, alors au service du chapitre de chanoines de Mayence et de l'archevêque Albert de Brandebourg, comme l'exécuteur d'une commande d'une œuvre d'une telle qualité pour l'église de Tauberbischofsheim. Cependant, Tauberbischofsheim était étroitement lié au chapitre de Mayence, qui hébergeait le synode de l'ensemble des paroisses de la province (ou « Gau ») de la Tauber sous la juridiction du chapitre et de la prévôté de Mayence. Ainsi, un client de Tauberbischofsheim pouvait très bien être domicilié à Mayence. Même s'il n'existe aucune archive claire à ce propos, Tauberbischofsheim est donc considéré comme le lieu originel le plus probable de l'œuvre.

### Situation dans l'église de Tauberbischofsheim

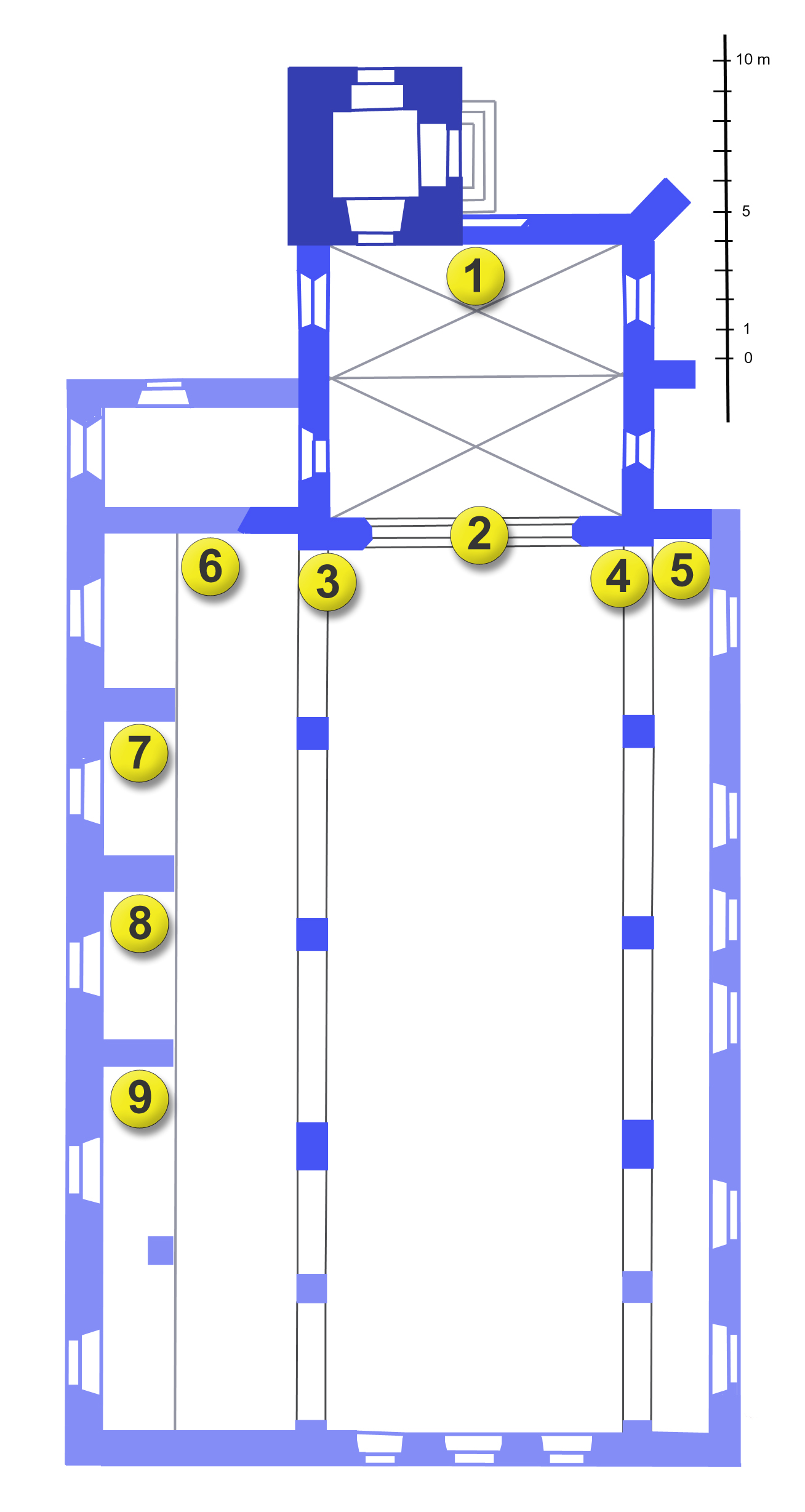
Plan de l'ancienne église paroissiale de Tauberbischofsheim détruite en 1910, et place des autels mentionnés en 1664 : (1) maître-autel dédié à saint Martin, (2) autel du Voile de la Vierge de saint Étienne, (3) sainte Catherine, (4) sainte Marie, (5) saints André et Nicolas, (6) saints Pierre et Paul, (7) sainte Anne, (8) autel de la Sainte-Croix, (9) sainte Marguerite

L'église paroissiale gothique, dont le plan en trois vaisseaux a été achevé en 1448, a connu entre 1493 et 1504 une extension par l'addition de trois chapelles latérales sur le collatéral nord (numéros 6, 7 et 8 de l'illustration). En 1510 ont également été achevés les travaux d'extension de la nef et l'édification d'une chapelle double (numéro 9). La création de ces chapelles latérales a rendu nécessaire la conception et la décoration d'au moins quatre autels supplémentaires : il est donc tout à fait possible de dater le retable de Grünewald de cette période de réorganisation de l'église.
La description de 1768 — peu après la transformation baroque de l'église —, ne rend très vraisemblablement plus compte de l'agencement des années 1530. Ce document évoque l'autel de la Sainte-Croix dans une chapelle latérale (numéro 8) et suppose également que le revers du retable était dirigé vers le mur. Ce revers restait donc visible malgré l'étroitesse du lieu, peu adapté à recevoir une œuvre de si grandes dimensions, et peinte sur ses deux faces. La présence d'un autel de la Sainte-Croix est attestée en 1494, avant l'édification des chapelles latérales. Il est donc probable, quoique incertain, que le retable de Grünewald ait été installé derrière l'autel situé à l'entrée du chœur (numéro 2), fixé, soit à la paroi de la nef de façon à pouvoir pivoter sur une charnière, soit à la poutre de gloire de l'arc triomphal de façon à être visible tant de la nef que du chœur. Cet autel semble déjà avant 1664 avoir changé de destination pour être dédié à saint Étienne, puis accueillir la relique du Voile de Vierge (autel du Voile). L'autel dédié à Étienne est démantelé lors la période baroque, au plus tard en 1760.
La présentation possible du retable à côté du jubé a posé la question de son appartenance à un triptyque. Le fait que le panneau soit peint sur ses deux faces évoque de prime abord la conception habituelle d'un volet, mais ses dimensions monumentales rendent cette hypothèse hautement hasardeuse. L'œuvre aurait également pu être le panneau central d'un retable plus vaste, voire constituer le tableau unique d'un retable inséré dans un édicule à la jonction de la nef et du chœur, comme cela était parfois le cas au début du XVIe siècle. Un tel cadre a été conservé pour un autre tableau de Grünewald, la Madone de Stuppach, et a pu être tenu comme modèle d'une possible présentation du retable de Tauberbischofsheim. Les panneaux de bois de ces tableaux sont le plus souvent apprêtés juste après leur encadrement avec un enduit de gesso et d'huile de lin. Des traces d'entailles sont décelables sur le panneau de Tauberbischofsheim et permettent au moins de conclure à l'existence d'une présentation insérée dans un cadre rainuré.

### De Tauberbischofsheim à Karlsruhe

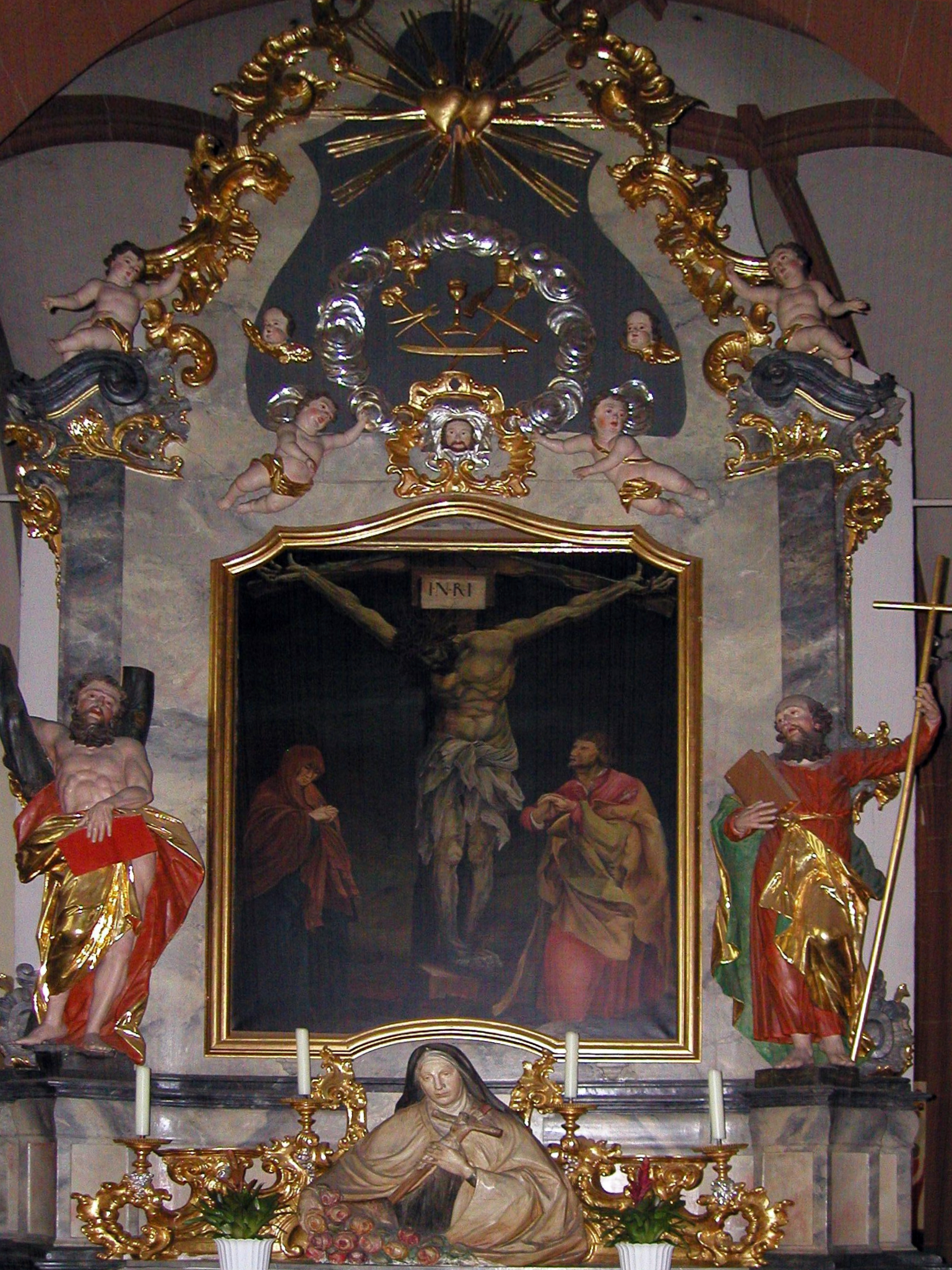
Retable de la Sainte-Croix dans la chapelle latérale de la nouvelle église paroissiale Saint-Martin : copie de la Crucifixion datant de 1926, dans un cadre de Johann Michael Huttmann (1761)

En 1873, la Crucifixion, encore dans son encadrement baroque de 1761, est photographiée par le photographe local Joseph Heer et le doreur Franz Stark, ce qui donne lieu à des recherches plus approfondies sur son origine et son auteur. Après l'examen des épreuves photographiques de Hans Thoma, l'historien d'art Oskar Eisenmann attribue la même année l'œuvre à Grünewald. En raison de son très mauvais état de conservation, le curé de la paroisse retire le panneau de l'église en 1875 et le cède à Franz Stark en dédommagement de travaux de dorure.
Eisenmann, qui occupait le poste de directeur de la Neue Galerie (de) de Cassel récemment construite, et s'était déplacé en 1877 à Tauberbischofsheim pour examiner le tableau, indique celui-ci au collectionneur d'art germano-américain Edward Habich. En 1883, Habich achète le tableau à Stark pour la somme de 2 000 marks-or, et le confie au restaurateur munichois Alois Hauser, qui effectue sa division et mène les premiers travaux de stabilisation. Habich dépose l'œuvre, composée désormais de deux tableaux, en « prêt permanent » à la Galerie de Cassel, où il reste pendant huit années. Tenue comme le « joyau de la collection des anciens maîtres allemands de la collection Habich », elle y suscite un extraordinaire intérêt public, en phase avec la redécouverte, par l'Allemagne de l'Empire nouvellement fondé, de ses « anciens maîtres » — et notamment de Grünewald.
La légitimité de la propriété de l'œuvre fait cependant débat, dans la mesure où sa cession à Stark est jugée comme illégale — le curé de Tauberbischofsheim n'ayant en effet aucun droit sur un tableau appartenant à l'archidiocèse de Fribourg. En conséquence, son acquisition par Habich devient elle-même illégale. Ce dernier reçoit alors un dédommagement de 7 000 marks, et les tableaux sont finalement rapatriés en 1889 à Tauberbischofsheim, pour y être à nouveau exposés dans le chœur de l'église. Ils souffrent à cette occasion des conséquences des variations climatiques, ce qui conduit à leur transfert dans le presbytère, où ils continuent néanmoins à se dégrader. Les efforts soutenus de l'historien d'art de Karlsruhe Adolf von Oechelhäuser pour les sauver conduisent à d'âpres négociations qui aboutissent en 1899 à leur entrée au musée d'art grand-ducal de Karlsruhe. Avec l'accord de l'archevêque de Fribourg Thomas Nörber (de), le directeur du musée Hans Thoma acquiert les deux panneaux le 6 juin 1900 pour le compte du Grand-duché de Bade. Il est précisé dans le contrat de vente que la somme de 40 000 marks alors versée « servira à l'extension de l'église paroissiale » de Tauberbischofsheim, ce qui sera effectif lors de la démolition et la reconstruction de celle-ci en 1910. Dans la nouvelle église Saint-Martin se trouve depuis 1926 une copie de la Crucifixion réalisée par Josef Ziegler, et présentée dans le cadre baroque de 1761.
Une copie du Portement de Croix a été réalisée en 1985 par Matthias Hickel, et est exposée au Tauberfränkischen Landschaftsmuseum de Tauberbischofsheim.

## Le Portement de Croix

### Description et composition

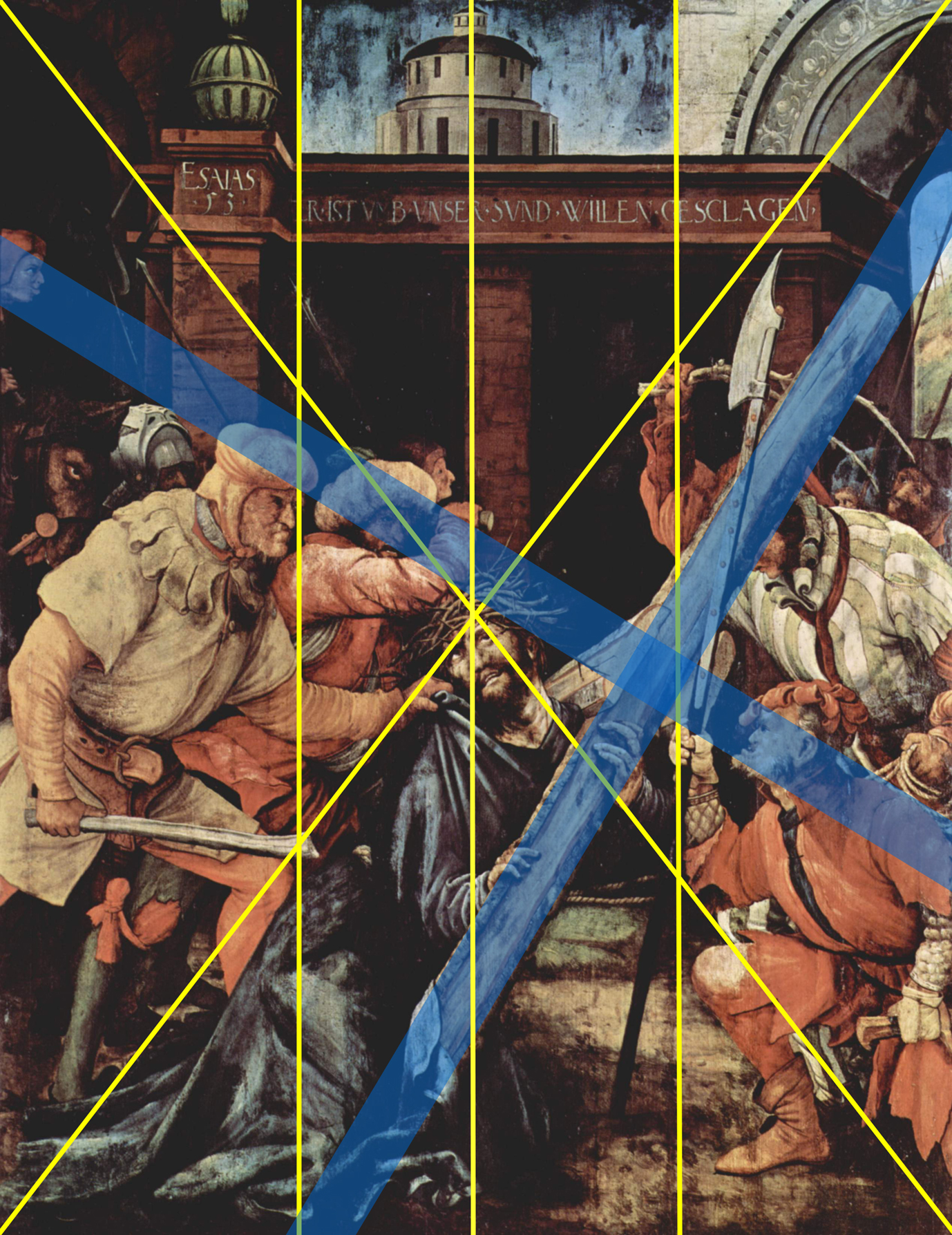
Lignes directrices du Portement de Croix

Le premier plan se concentre sur le Christ vêtu d'un ample manteau bleu, isolé et sans aide au milieu des bourreaux qui le persécutent. Il vient de tomber à genoux sous le poids de la croix grossièrement équarrie qu'il porte sur l'épaule gauche, et dont la poutre verticale, représentée en raccourci, est largement masquée dans son dos. Alors que la position de son corps et de la Croix évoque un mouvement de la gauche vers la droite de l'œuvre, il a ramené la tête vers son épaule droite et l'a penchée vers le haut : tournant les yeux au ciel, il entrouvre la bouche et semble prendre Dieu à témoin, dans une attitude à la fois pathétique et implorante, de la cruauté des hommes, incarnée par ses bourreaux. Sa tête est recouverte d'une imposante couronne d'épines qui lui a déjà lacéré le visage, comme en témoignent les gouttes de sang perlant sur son front et les mèches de cheveux ensanglantés qui lui ont dégoutté dans le cou.

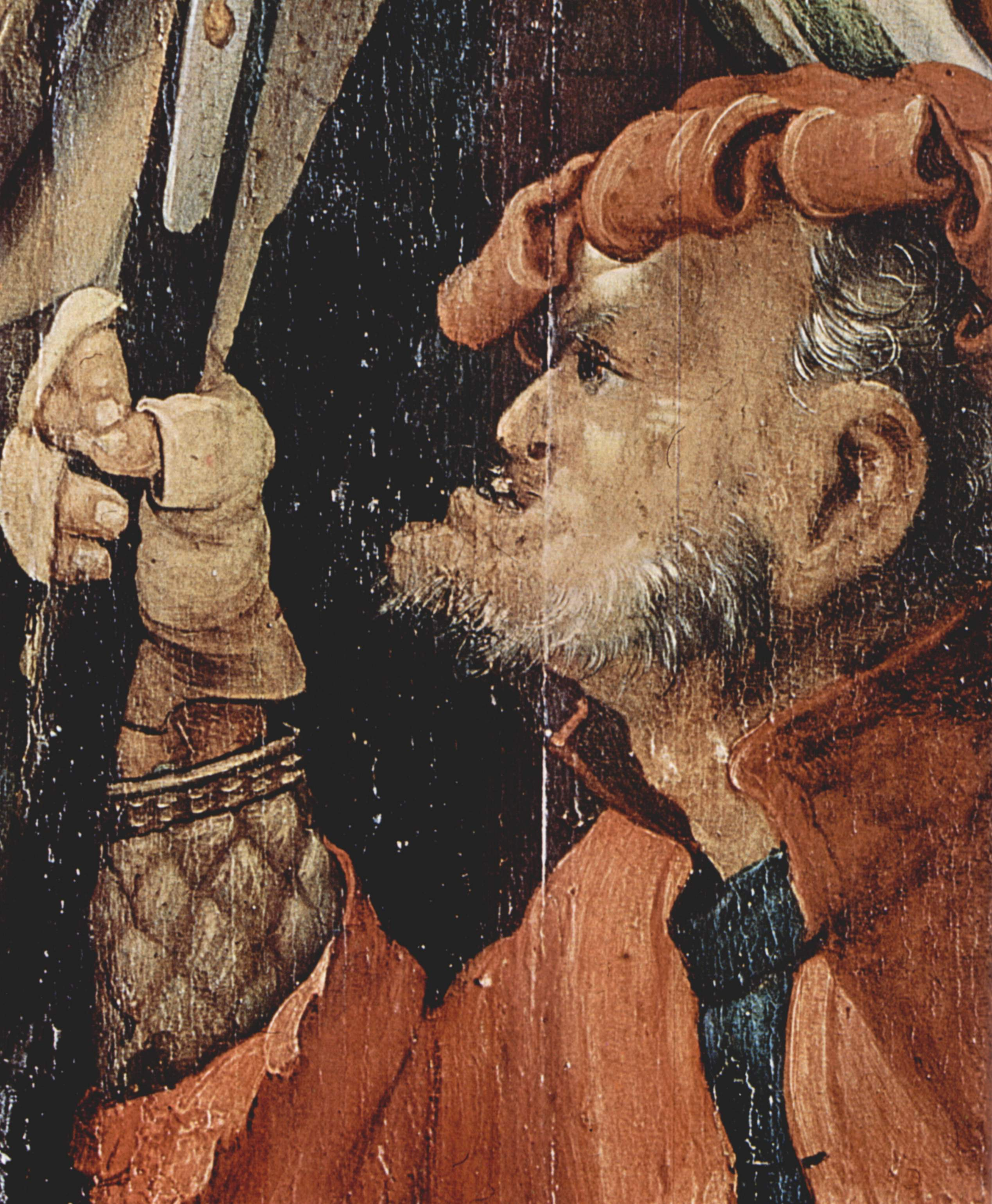
Détail du soldat agenouillé du Portement de Croix

Les quatre soldats qui encerclent étroitement le Christ forment, pour délimiter le plan principal, un demi-cercle qui, prolongé vers l'espace situé devant le tableau, englobe le spectateur. Leurs vêtements évoquent ceux des lansquenets du XVe siècle dans des tons rouges, jaunes et verts qui s'opposent au bleu du manteau du Christ. Les deux hommes situés juste derrière le Christ, de part et d'autre de celui-ci, lèvent chacun le bras droit pour lui porter des coups avec les bâtons qu'ils brandissent. Celui de gauche, la bouche ouverte dans une attitude cruelle, porte un turban de janissaire jaune pâle et vert, un surcot rouge, des chausses vertes déchirées au genou droit, autour duquel est noué un ruban rouge. Celui de droite, dont le visage est largement masqué par la Croix, porte un surcot et des chausses à rayures vertes et blanches, alors qu'il a, passé autour du cou, un large ruban rouge, et empoigne de la main gauche une corde enroulée. Le personnage grimaçant de gauche saisit fermement le Christ au col en tenant, de sa main droite, un gourdin menaçant. Il porte une coiffe orangée à oreillettes et mentonnière, un surcot verdâtre sur une tunique jaune, serrée à la taille par un épais ceinturon de cuir à très large boucle, et des chausses orange. À droite, le genou gauche à terre, dans une attitude railleuse, se tient le quatrième soldat, en coiffe et habit déchiré rouges, sur une chemise bleue à manches blanches matelassées. Ses poings gantées enserrent, à droite une hallebarde qui repose au sol, à gauche un bâton, ou peut-être, en raison de ce qui semble être une garde, la poignée d'une épée dont la lame est coupée par le cadre à droite. Son oreille disproportionnée, sa barbe hirsute, sa mâchoire inférieure disloquée qui lance son menton en avant, tout son profil évoque moins un homme réel qu'un modèle physiognomonique de la brutalité, dont la laideur renvoie également aux démons de la tradition du Moyen Âge.
Derrière ce plan principal, un autre groupe de soldats arrive de la gauche : l'un, à cheval, est coupé par le cadre, un second, caché jusqu'au niveau du nez par l'homme de gauche du premier plan, porte une salade sur la tête et une hallebarde sur l'épaule, un troisième, totalement masqué, ne peut être déduit que de la hampe de la lance qui se dresse de biais vers la gauche, et le profil d'un quatrième, portant une lance au fer à trois piques, semble émerger du turban de l'homme du second plan. Au bord droit du cadre se trouvent deux autres soldats, eux aussi masqués, à l'exception de leurs visages et des hampes de leurs lances, de biais vers la droite. Celui le plus à droite tourne les yeux vers la scène principale, tandis que l'autre, de profil, regarde devant lui.
La scène est délimitée par un décor architectural évoquant une porte de la ville de Jérusalem. Au centre se trouve une construction tripartite d'une architecture renaissante, dans des tons bruns très sombres, et figurant un portique en forme de loggia ou de porche. Sur l'entablement est gravé, en lettres capitales dorées, l'inscription suivante, en allemand : « ER·IST·UMB·UNSER·SUND·WILLEN·GESCLAGEN », dont la référence est donnée sur le chapiteau de gauche : « ESAIAS·53 ». Il s'agit d'une citation du quatrième « Chant du Serviteur » du Livre d'Isaïe (53, verset 5) : « Il a été battu pour nos péchés », prise pour sa valeur prophétique annonçant la Passion — et qui commente et explique donc le sens de la scène christique. Au-dessus du chapiteau de gauche repose une urne sphérique de couleur verte. À droite et à gauche du portique se trouvent deux grandes arcades en plein cintre, coupées par le cadre en haut et sur les côtés. Seule l'arcade de droite, plus claire, et décorée d'une frise de palmettes dans le goût antique, s'ouvre sur un arrière-plan qui donne sur une colline, et évoque, notamment en raison de deux croix plantées dans le sol, le site de la Crucifixion.
Au-dessus du portique se détache sur le ciel bleu, dans le lointain, une coupole en forme de dôme, qui surmonte un bâtiment de forme vraisemblablement octogonale, et qui figure le Temple de Jérusalem.
La représentation de cette scène agitée, suggérant un mouvement précipité et désordonné, s'organise autour d'une composition en diagonales. La première suit la ligne ascendante, de la gauche vers la droite, de la poutre supérieure de la Croix, et est soulignée par la position du corps du Christ, la hallebarde du premier plan, ainsi que les hampes des lances qui s'élèvent à l'arrière, à droite. Une seconde diagonale est formée par la tête des trois soldats de la scène principale, le visage tourné vers le haut du Christ, les lances à l'arrière-plan à gauche et le profil du cavalier au bord du cadre à gauche. Ces deux diagonales (matérialisées en bleu sur la reproduction) forment une croix tombant vers la droite. Le centre géométrique de la composition désigne la tête du Christ. Les yeux de ce dernier, tournés vers le haut, renvoient au temple de l'arrière-plan, situé sur la ligne médiane de l'œuvre. Cette référence au Temple de Salomon — que renforce la reprise de la couleur bleue du ciel pour le manteau du Christ — assimile le Christ au « Nouveau Temple ». En contraste avec ces diagonales mouvementées, l'arrière-plan évoque plutôt la stabilité avec la présence d'éléments tripartites tels que la subdivision entre le portique et les deux arcades, les trois piliers du portique lui-même, et les trois étages du temple. Cette tripartition peut en outre rappeler la représentation de la Crucifixion sur l'avers du panneau.

### Place de l'œuvre dans la tradition picturale
Plusieurs éléments du Portement de Croix sont inhabituels, non seulement dans l'œuvre du peintre — du moins autant qu'on puisse en juger à partir de ce qu'il en reste —, mais aussi par rapport à la tradition picturale de son époque.

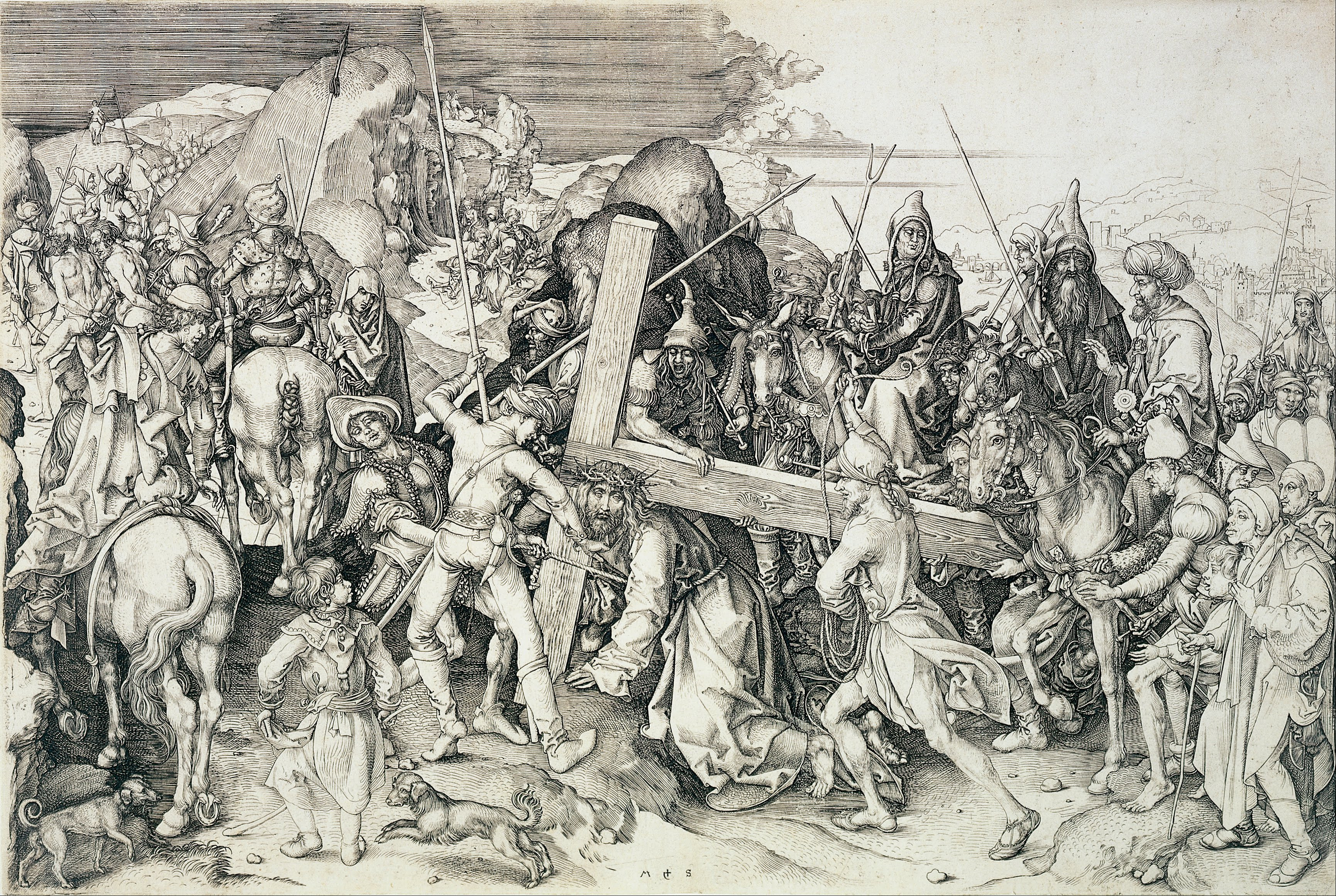
Martin Schongauer, Grand Portement de Croix, vers 1475,

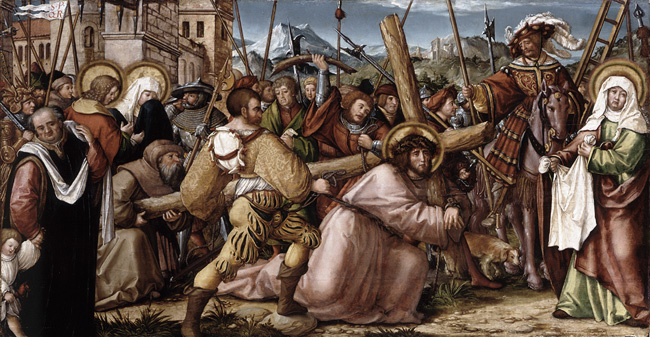
Autre exemple de représentation habituelle, au début du XVe siècle, du Portement de Croix, avec l'accent mis sur la Croix et les saints accompagnant le Christ : Hans Herbst, Portement de Croix, vers 1515,, Karlsruhe, Staatliche Kunsthalle

En choisissant de représenter, non un Christ triomphant et vainqueur portant une Croix légère en signe de victoire, comme c'était la tradition dans l'art primitif chrétien jusqu'aux fresques de Giotto (par exemple, dans le Portement de Croix de la Chapelle des Scrovegni des années 1303-1305), mais un homme pathétique, souffrant sous le poids du supplice et de la cruauté des hommes, Grünewald s'inscrit dans une lignée picturale apparue à la fin du Moyen Âge. La scène se réfère davantage à l'Évangile selon Jean, selon lequel Jésus porte lui-même sa croix, qu'aux Évangiles synoptiques, où celle-ci est portée par Simon de Cyrène. Mais Grünewald s'écarte des représentations de son époque, et notamment de celle gravée par Martin Schongauer (Grand Portement de Croix, vers 1475), où le Christ portant sa Croix est accompagné d'un vaste cortège composé, non seulement des soldats, mais aussi de figures implorantes et compatissantes parmi lesquelles se trouvent la Vierge, Simon de Cyrène ou encore sainte Véronique, pour se concentrer sur le Christ seul au milieu de bourreaux qui ont déjà commencé son supplice. De plus, la Croix, loin d'être un élément immédiatement visible et structurant de l'œuvre, n'est pas représentée de face, mais en raccourci, et sa poutre verticale qui repose au sol derrière le Christ est presque entièrement masquée et exclue de la composition en diagonale.
L'inscription en allemand sur le portique est tout aussi inhabituelle pour l'époque, et a donné lieu à de nombreuses spéculations. La Crucifixion du retable d'Issenheim comporte certes une autre citation biblique, mais en latin (« Illum oportet crescere, me autem minui. ») Dans la tradition picturale gothique, les inscriptions en allemand n'apparaissaient généralement que sur des banderoles se référant aux personnages : aucune autre inscription similaire n'est connue sur une œuvre de grand format de cette période. La formulation « er ist umb unser Sund willen gesclagen » (« il a été battu pour nos péchés »), qui correspond au verset 5 du chapitre 53 du Livre d'Isaïe, a été rapproché de la traduction de Martin Luther, et a servi d'argument pour donner une datation tardive de l'œuvre, en 1527. À cette date-là cependant, Grünewald semble avoir déjà quitté définitivement le service d'Albrecht de Brandebourg, et il a été montré que l'achèvement de la traduction du Livre d'Esaïe par Luther, en octobre 1528, ne pouvait pas concorder avec la biographie de « Mathis Gothart Nithart » auquel Grünewald est identifié, mort à Halle au début du mois de septembre de la même année. En outre, la formulation exacte de la citation présente sur le tableau ne trouve pas d'équivalent littéral dans les traductions bibliques de l'époque. Zülch prend d'ailleurs comme argument la forme populaire « gesclagen » (« battu ») retenue par peintre pour donner comme source possible de la scène, non une source écrite, mais la représentation théâtrale populaire d'un mystère de la Passion donné à Francfort en 1506, auquel Grünewald aurait pu assister. Toujours est-il que la prophétie d'Esaïe, préfigurant selon la pensée médiévale la Passion, permet au peintre de compléter le récit elliptique des Évangiles, et d'insister sur les souffrances et les coups que subit le Christ — ce qui était traditionnellement réservé aux représentations de la Flagellation. Le fidèle pouvait ainsi devant le tableau, non seulement voir dans le drame de la Passion l'accomplissement de la prophétie de l'Ancien Testament, mais aussi, en appliquant la scène à son propre cas, trouver une voie pour accéder au salut d'une part, et à la connaissance de soi de l'autre.

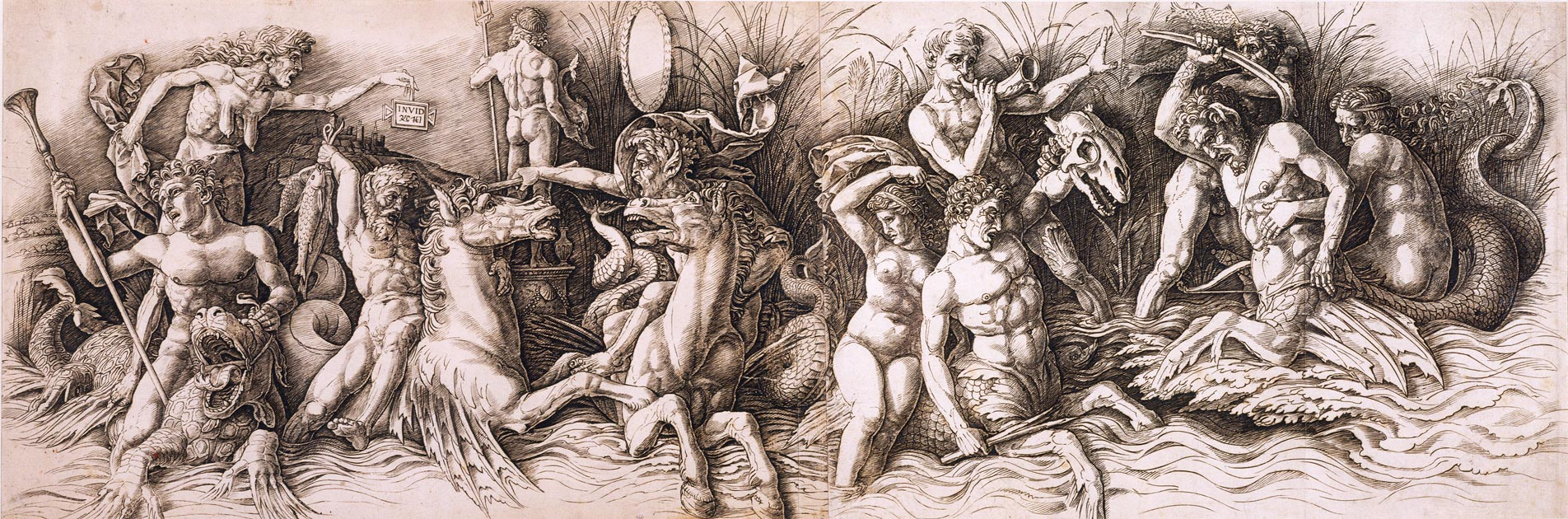
Andrea Mantegna, Bataille des dieux marins, avant 1494

Si Grünewald a souvent été perçu, notamment au moment de sa redécouverte à la fin du XIXe siècle, comme un des derniers représentants de l'art germanique hérité du Moyen Âge, par opposition à Albrecht Dürer qui avait réussi la synthèse, propre à la Renaissance, de l'art national et des innovations venue de l'Italie, le Portement de Croix permet de tempérer cette idée reçue. L'architecture de l'arrière-plan, tout d'abord, comporte des « italianismes » ostentatoires qui témoignent du goût de l'époque, notamment depuis l'édification de la chapelle Fugger à Augsbourg (1508-1510), qu'il s'agisse des deux arcades en plein cintre et des palmettes servant de décoration, de l'urne sphérique posée sur le chapiteau de gauche du portique, ou encore de la représentation du temple de Jérusalem, évoquant un tempietto de la Renaissance. Mais la posture des soldats de la scène principale peut constituer une autre citation, quasi insaisissable, d'un modèle italien. Christian Müller en effet a rapproché celle-ci de celle des tritons de la partie droite d'une estampe d'Andrea Mantegna réalisée vers 1470, et représentant une Bataille des dieux marins, dont Albrecht Dürer avait permis la diffusion en Allemagne par une copie exacte effectuée en 1494. Le rapprochement entre cette copie et une note du journal de Dürer datée du 23 octobre 1520, indiquant que ce dernier aurait, à Aix-la-Chapelle, « offert une œuvre d'art pour 2 florins à “Mathis” » (« Dem Mathes habe ich für 2 Gulden Kunstwaare geschenkt »), semble aujourd'hui difficilement tenable — le « Mathes » question désignant très vraisemblablement, non Grünewald, mais Matthes Püchler, greffier de la chancellerie impériale. Mais la posture du Triton sur le côté droit de la gravure de Mantegna rappelle bien celle du soldat au visage masqué par la Croix, également à droite, qui lève le bras pour flageller le Christ ; le geste du Triton se tenant derrière lui, brandissant un poisson comme une arme est reproduit, avec une inversion des côtés droit et gauche, par le soldat au turban ; enfin, la position des deux bras du Triton qui tient un bâton effilé d'une main, et soulève un crâne de l'autre, fait penser au soldat dominateur qui saisit le Christ au col, sur la gauche du Portement de Croix.

## La Crucifixion

### Description et composition

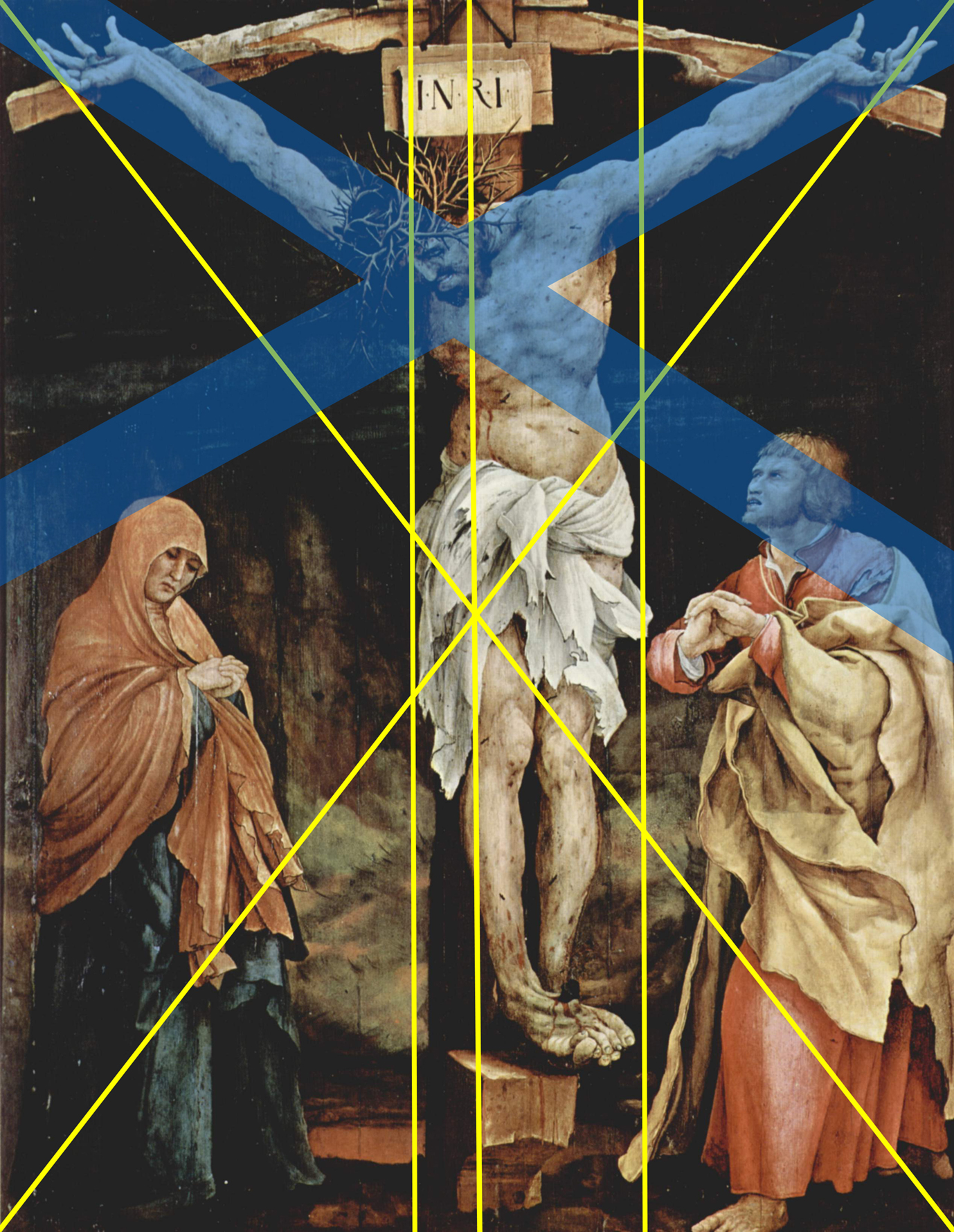
Structure et lignes directrices de la Crucifixion

La Crucifixion propose, en contraste avec le Portement de Croix mouvementé, une composition bien plus statique. L'axe médian suit la poutre verticale déformée de la Croix, et le corps du Christ, tordu, est légèrement décalé à droite de cette ligne. La poutre supérieure, grossièrement équarrie et écorcée, semble ployer sous le poids du Christ en dessinant un arc de cercle plus marqué encore que dans la Crucifixion du Retable d'Issenheim, tout en étant plus étroite et plus mince à la fois. Le cadrage serré sur la Croix fait presque coïncider avec les bords du panneau la partie inférieure du support de bois en saillie (ou suppedaneum) planté à ras de terre sur la poutre verticale, ainsi que les deux extrémités de la traverse. En haut, la poutre verticale est coupée par le cadre au ras de la poutre horizontale, si bien que le titulus « I.N.R.I. », sur une planchette fixée à la Croix par une cordelette, est situé en-dessous de celle-ci, et que la Croix prend la forme d'un tau grec.
Le Christ apparaît de façon monumentale, représenté à l'échelle sur ce panneau de grandes dimensions (195,5 × 142,5 cm). Comme dans toutes les autres représentations de la Crucifixion de Grünewald, il est cloué sur la Croix par trois clous seulement, mais de taille énorme : deux pour les mains, plantés sur la face supérieure de la poutre horizontale, et un pour les pieds ramenés l'un sur l'autre, fiché dans le suppedaneum. Les doigts écartés, crispés, des paumes ouvertes vers le ciel semblent vouloir toucher le bord supérieur du tableau. Les deux genoux se font face et les pieds tuméfiés, surdimensionnés (en comparaison avec ceux de saint Jean par exemple), présentent un horrible mouvement de torsion. Le corps baigné de lumière est pâle, quasi cadavérique, ce qui fait ressortir les marques de sang de la flagellation ainsi que les épines qui le transpercent. Au flanc droit s'écoule le sang, conséquence du coup de lance de Longin le Centurion. Le périzonium, en lambeaux, est un large tissu blanc noué à la taille et descendant à mi-cuisse. La cage thoracique nettement marquée, remontant vers le haut, et le ventre rentré évoquent la mort par étouffement du crucifié. La tête couronnée d'un véritable buisson d'épines est tournée vers le bas. La bouche entrouverte laisse entrevoir les dents dans un rictus de souffrance.

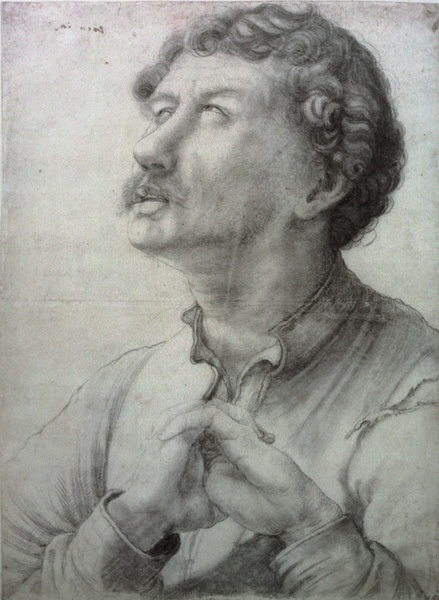
Grünewald, Étude pour saint Jean, vers 1522-1525,, Kupferstichkabinett Berlin

Sous la Croix se trouvent deux personnages seulement, sans aucun attribut symbolique at : à gauche Marie et à droite Jean, complémentaires par leurs postures respectives, leurs gestes et les couleurs de leurs vêtements, qui les caractérisent psychologiquement. Marie, en Mater Dolorosa, adopte une expression de douleur retenue et centrée sur elle-même. Dessinée selon une ligne de contour simple qui s'inscrit dans l'arrière-plan rocheux, elle penche la tête encapuchonnée dans un voile de couleur terreuse et baisse les yeux, les mains jointes ramenées sur la poitrine. Les plis de sa robe, du même bleu que le manteau du Christ dans le Portement de Croix, tombent au sol en accentuant la rigidité de sa posture. L'émotion de Jean au contraire se traduit par un mouvement vers le Christ. Son pied gauche s'avance vers l'avant, ce qui anime le drapé de son manteau d'un jaune d'ocre, passé sur un vêtement rouge déchiré à l'épaule gauche. Ses avant-bras s'éloignent du corps au niveau de la poitrine, et les doigts de ses deux mains s'entrecroisent dans un geste de supplication vers le haut. Il lève la tête vers le Christ, tendant le cou, la bouche ouverte. Ses mâchoires et son menton vers l'avant sont soulignés par un soupçon de barbe. À l'inverse de la Vierge, il fixe le crucifié de ses yeux rougis, en fronçant douloureusement les sourcils. Plusieurs similitudes frappantes font tenir de façon unanime un dessin, réalisé sur un papier que le filigrane permet de dater du début des années 1520 et actuellement conservé au cabinet des estampes des Musées d'État de Berlin, comme une étude préparatoire de ce saint Jean aux pieds du Crucifié. Certains détails individualisant le modèle n'ont pas été retenus pour le saint Jean de la Crucifixion, tels que la chevelure courte et bouclée découvrant l'oreille gauche, la moustache, le nez fort, la lèvre inférieure gonflée. On retrouve cependant la même pose de trois-quarts en légère contre-plongée sur le personnage levant les yeux et le menton, la même raie de lumière barrant le cou sous le larynx, la même forme du col et la même déchirure du vêtement sur l'épaule gauche, la même position des mains (les avant-bras s'écartant du corps dans le tableau, sans que cela affecte la position des épaules), et la même expression générale du visage, ce qui fait penser que Grünewald a davantage pensé, pour son dessin, à une étude de « type à la fois physiognomique et social » qu'à un réel portrait d'après nature à la manière de ceux croqués par Dürer dans son carnet de voyage aux Pays-Bas.
La scène principale, au premier plan, se détache sur un arrière-plan figurant une prairie verte rapidement bouchée, derrière la Vierge essentiellement, par des falaises brunes déchiquetées, mais rendu à peine visible par l'obscurité d'un ciel noir qui évoque « l'heure ultime », et que strient quelques traînées blanches barrant toute la largeur du tableau. Dans ces conditions, le traitement de la lumière sur les personnages ne peut être réaliste. Alors que la représentation de Marie — notamment le visage, le bas du voile et de la robe — suggère une incidence de la lumière tombant de la droite, Jean paraît éclairé de la gauche, comme si la lumière découlait du centre du tableau et anticipait symboliquement la Résurrection.

### LaCrucifixiondans l'œuvre de Grünewald
La Crucifixion du Retable de Tauberbischofsheim reprend un sujet qui hante l'œuvre de Grünewald, et se retrouve dans trois autres tableaux, d'une conception similaire, et caractéristique du peintre. En l'absence de toute documentation, la datation relative des quatre panneaux continue de faire débat, selon que l'on considère l'ensemble comme présentant une progression continue et cohérente des effets pathétiques — ce qui placerait au premier rang chronologique la Crucifixion de Bâle, où l'idéalisation des effets héritée de la tradition gothique est la plus marquée —, ou que l'on procède par comparaison des différents motifs picturaux apparaissant dans les tableaux, pour établir une chronologie à partir des innovations successives. Il n'en reste pas moins que la place de la Crucifixion de Karlsruhe après le Retable d'Issenheim, à la fin de la carrière de Grünewald, fait consensus.

Évolution des représentations de la Crucifixion dans l'œuvre de Grünewald
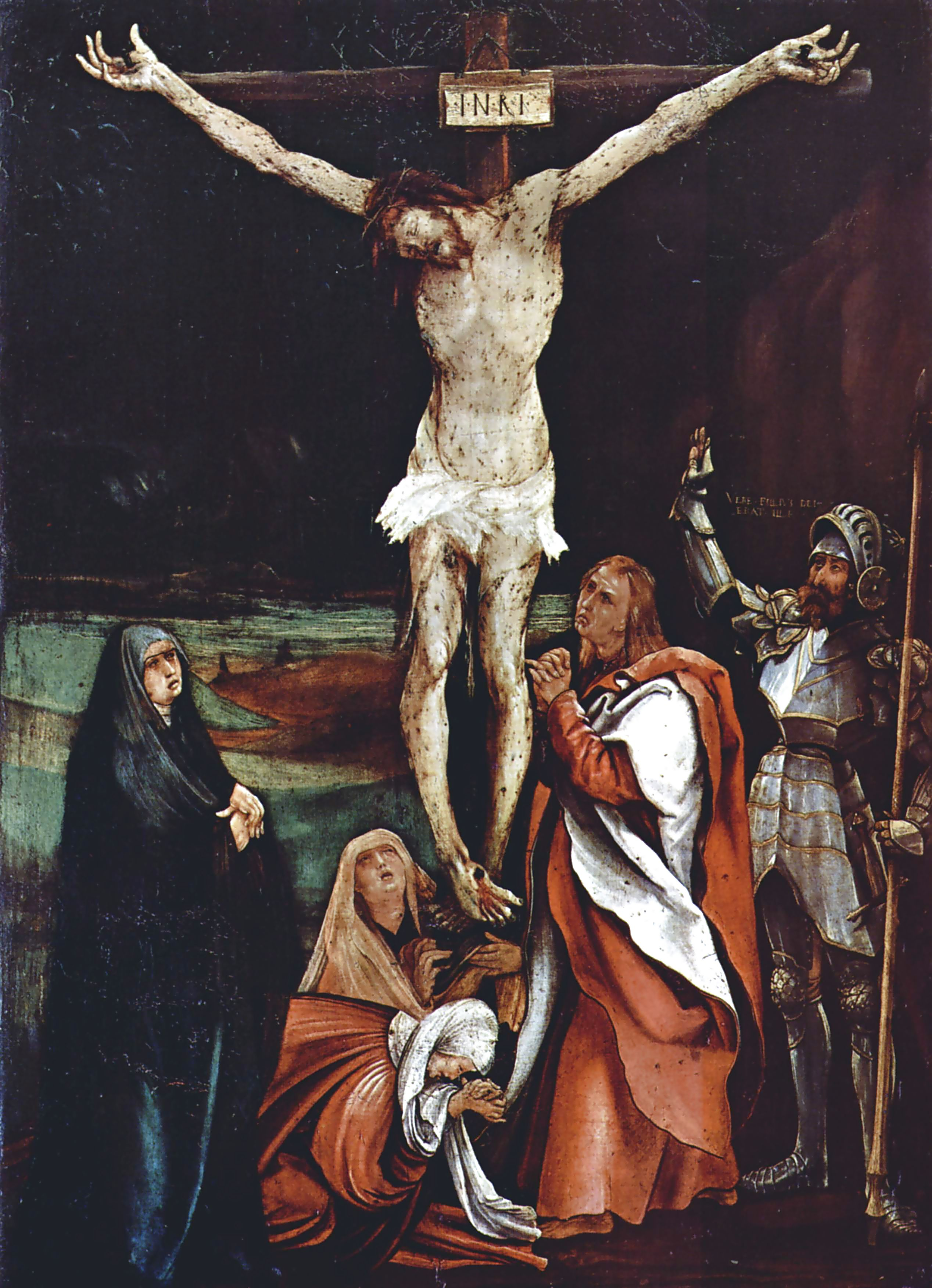
Crucifixion de Bâle[45], entre 1505 et 1515, 73 × 52,5 cm, Bâle, Kunstmuseum
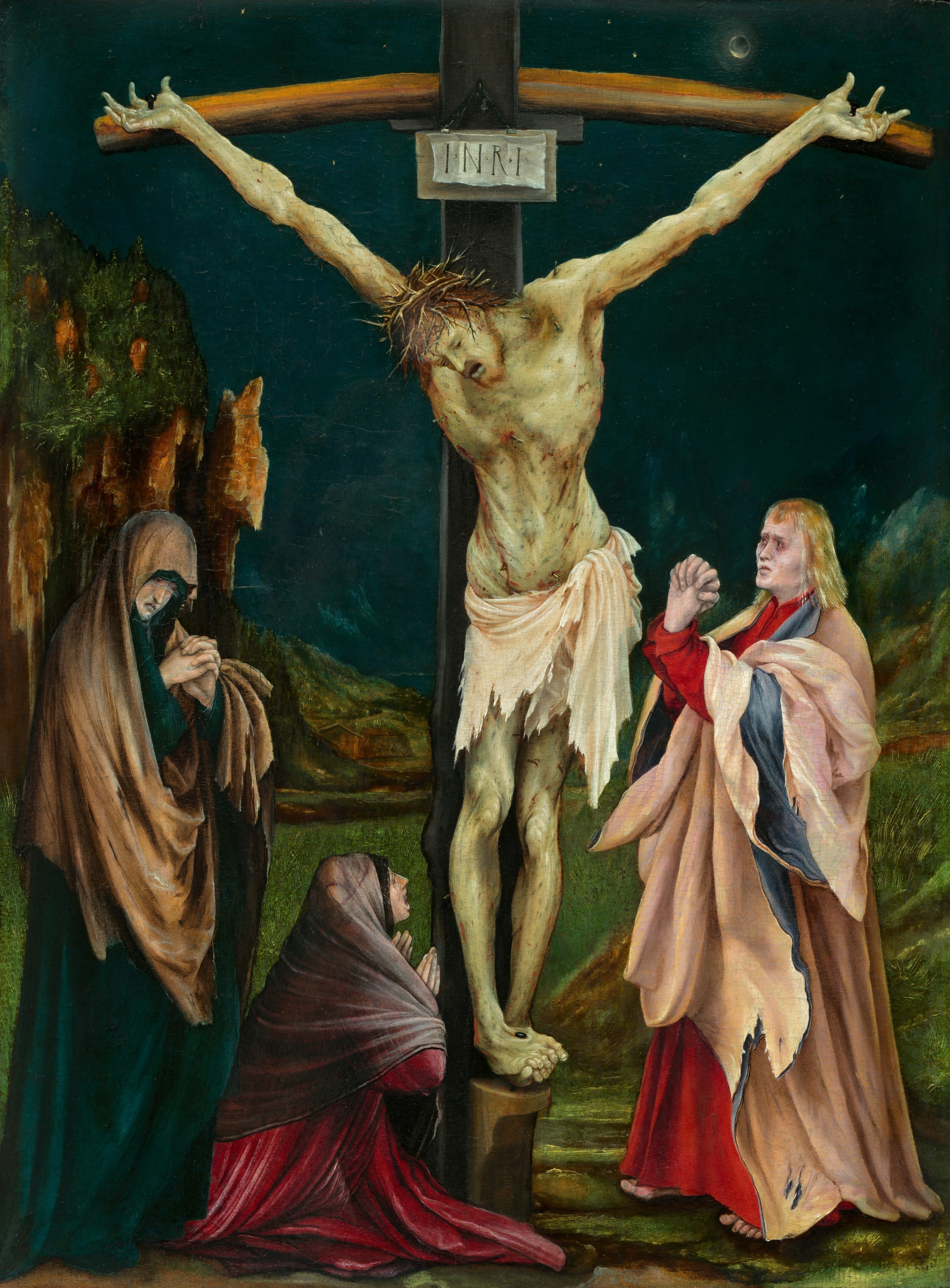
Petite Crucifixion[46], vers 1511-1520, 61,3 × 46 cm, Washington, National Gallery of Art
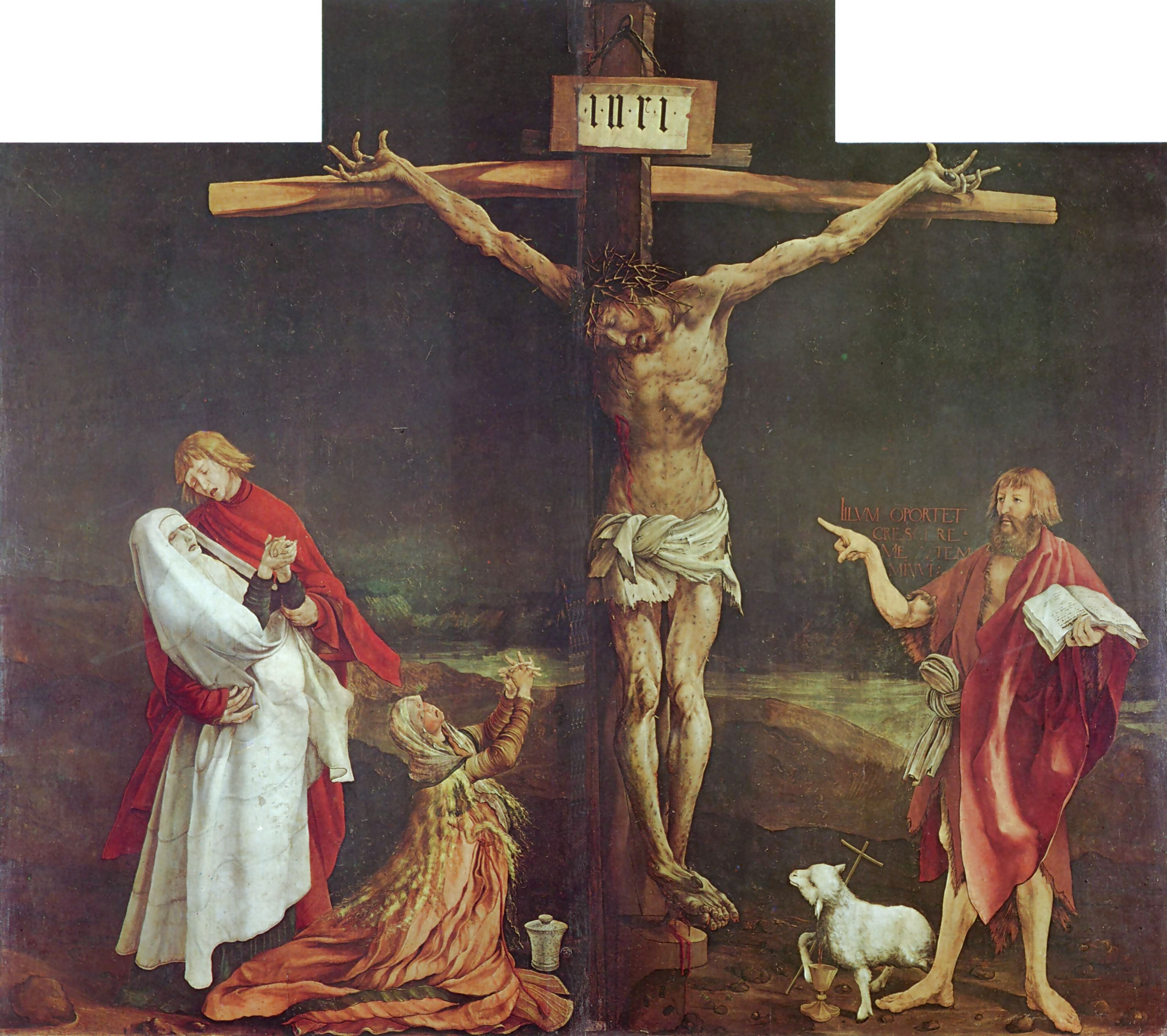
Crucifixion d'Issenheim[47], 1512–1516, deux volets de 292 × 167 cm chacun, Colmar, Musée Unterlinden
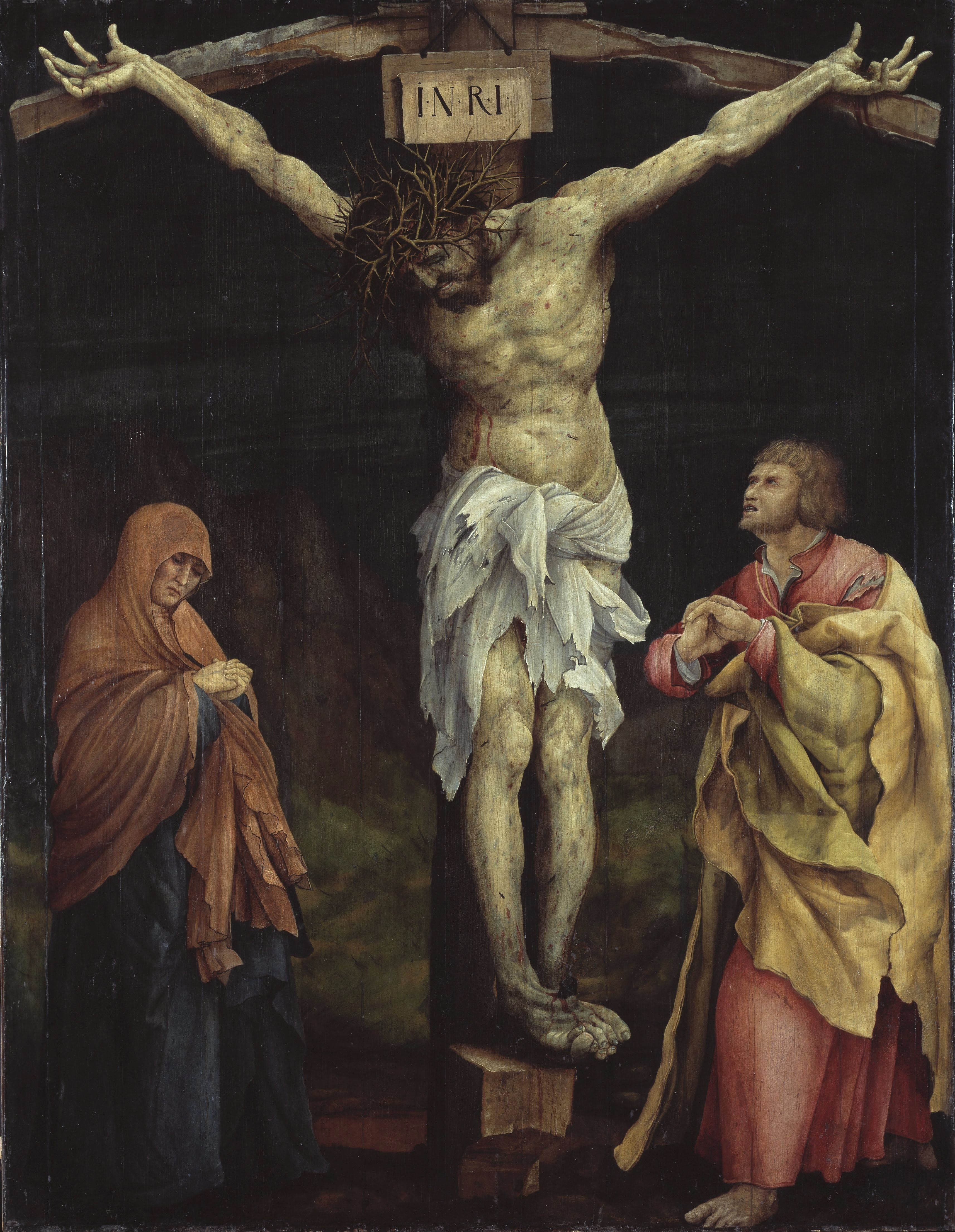
Crucifixion du Retable de Tauberbischofsheim, 1523-1525, 195,5 × 142,5 cm

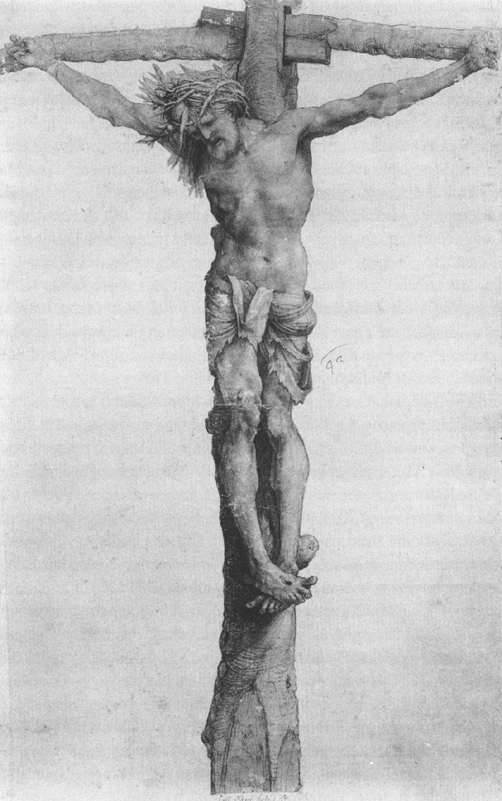
La Crucifixion, vers 1515-1525, fusain, gouache blanche et encre gris-noir,, Karlsruhe, Staatliche Kunsthalle, Kupferstichkabinett

Au premier regard, la Petite Crucifixion de Washington et la Crucifixion de Bâle présentent eux aussi Marie à gauche et Jean à droite, dans une attitude relativement proche, quoique moins élaborée. Ces deux scènes cependant comportent d'autres personnages : Marie-Madeleine pour le premier, et Marie de Cléophas et Marie-Madeleine en pleureuses aux pieds de la Croix, ainsi que Longin à gauche de saint Jean pour le second. Quant à la Crucifixion du Retable d'Issenheim, elle modifie sensiblement la composition pour présenter à gauche la Vierge soutenue par saint Jean, à genoux devant la Croix Marie-Madeleine, et, de façon assez exceptionnelle dans une Crucifixion, dans la mesure où sa décollation précède cet épisode, saint Jean-Baptiste à droite, désignant le Christ de l'index de la main droite, alors qu'il tient un livre de la main gauche. S'il simplifie donc la composition du Retable de Tauberbischofsheim pour la réduire à trois personnages, Grünewald abandonne en outre pour ce tableau tous les attributs à valeur allégorique présents dans le Retable d'Issenheim, comme le pot d'onguent à côté de Marie-Madeleine, et, devant Jean-Baptiste, l'Agnus Dei portant une Croix, et dont le sang coule dans un calice.
Cette simplification de la composition s'oppose donc non seulement aux choix précédents de Grünewald ainsi qu'à l'évolution générale de l'histoire de l'art au tournant du XVIe siècle, mais traduit également une maturité picturale qui avait déjà trouvé son expression dans la Crucifixion d'Issenheim réalisée entre 1512 et 1516. Le peintre concentre ses effets sur le pathétisme quasi irréel de la scène en mettant en valeur, sur un arrière-plan sombre suggéré de façon quasi abstraite, l'attitude éplorée des deux témoins en symétrie, la monumentalité du Christ — dont la taille est supérieure à celle des deux autres personnages, qui allonge des bras démesurés par rapport à son buste trapu, présente une tête massive, des doigts et des pieds énormes — et les preuves sordides du martyr — peau tavelée et ensanglantée, thorax déformé, pieds tuméfiés, etc. Il reprend néanmoins de la Crucifixion de Washington le large périzonium déchiqueté qui vient faire écho aux épines criblant le corps du Christ, à sa couronne surdimensionnée, ainsi qu'aux plis des vêtements des deux témoins et aux déchirures de celui de saint Jean. La Croix diffère également d'un tableau à l'autre : alors qu'elle est droite et perpendiculaire dans la Crucifixion de Bâle, sa poutre supérieure s'incurve légèrement dans celle de Washington, et franchement dans celle de Karlsruhe, à mesure également que le travail du bois se fait de plus en plus grossier.
Un dessin de Grünewald, également conservé au musée de Karlsruhe, représente un Christ en Croix. Dans la mesure où les dessins de Grünewald sont tous tenus pour des études préparatoires, la question de son rapprochement avec l'une des peintures existantes s'est inévitablement posé, influant en cela sur sa datation, qui demeure très discutée. Zülch et Behling le rapprochent du tableau de Bâle, et proposent donc une datation précoce, vers 1503. Vogt et Schönberger y voient plutôt des similitudes avec le panneau de Washington, et le datent entre 1504 et 1511. L'absence de support pour les pieds, et du titulus crucis « INRI », fait pencher Schmid, Friedländer et Feurstein vers 1513-1515, par rapprochement avec la Crucifixion du Retable d'Issenheim. Le musée de Karlsruhe propose, en prenant les précautions d'un point d'interrogation, une date plus tardive, aux alentours de 1520. C'est cette dernière hypothèse qui est retenue par François-René Martin pour placer le dessin après le Retable d'Issenheim, entre 1515 et 1525, et le rapprocher de la Crucifixion de Karlsruhe, en s'appuyant notamment sur la représentation du périzonium, de grande taille et en lambeaux, même s'il reconnaît des différences notoires, telles que l'absence de blessures sur le corps, les mains aux doigts repliés, et non crispés vers le ciel, ou encore le corps bien plus fluet que celui, lourd et massif du panneau du retable, par rapport à la Croix qui prend des proportions énormes sous des allures de bricolage abject — avec la poutre verticale qui n'est plus qu'un simple tronc d'arbre, creusé en haut d'un trou pour y faire passer l'une sur l'autre deux branches noueuses faisant office de traverse.

## Rôle dans la liturgie et place dans l'histoire de l'Église

### L'œuvre dans son contexte liturgique

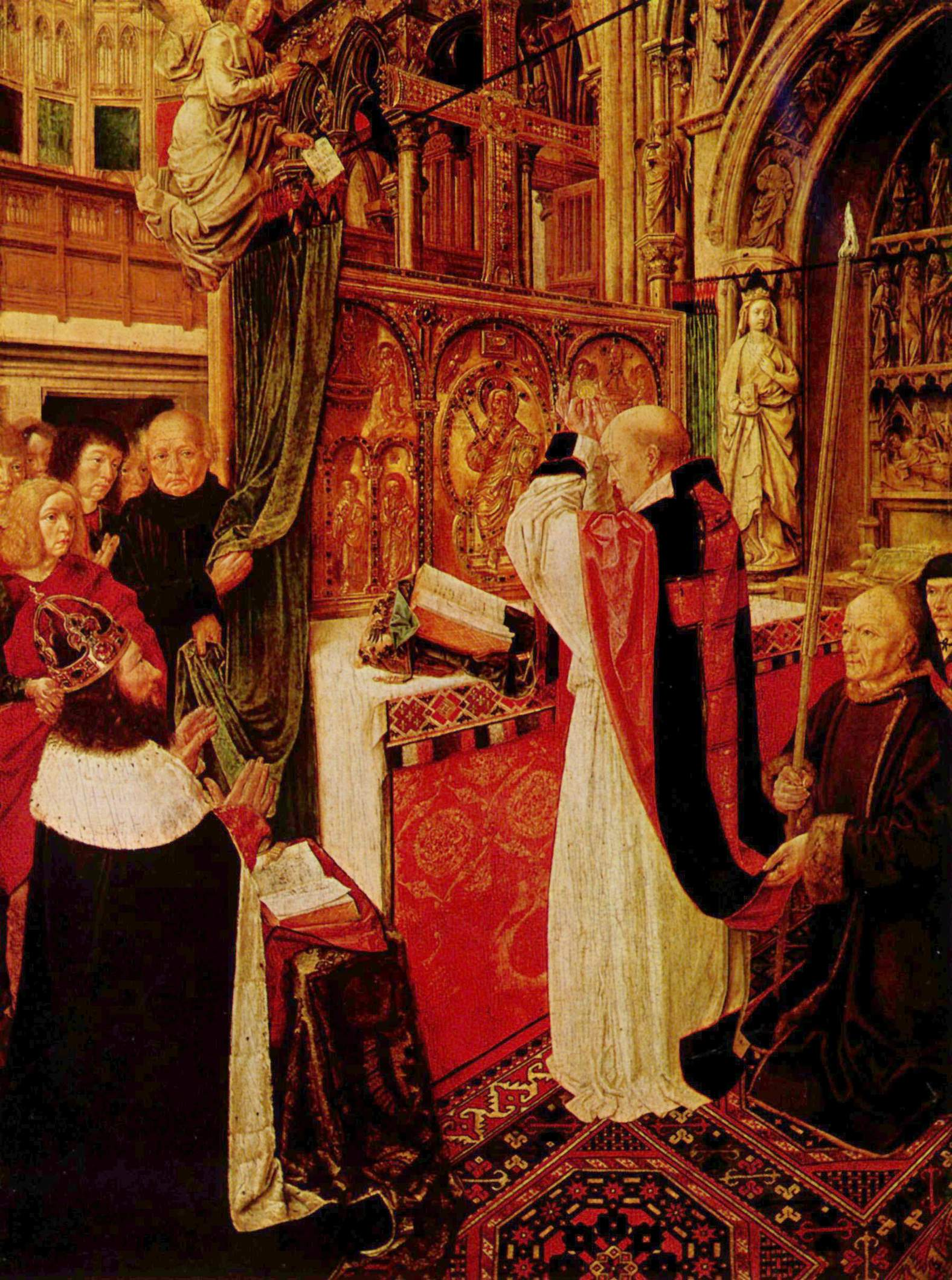
Utilisation liturgique d'un retable à double face pendant le sacrement de la pénitence : Maître de Saint Gilles, La Messe de saint Gilles,, vers 1500, Londres, National Gallery

De la situation probable du retable à la jonction de la nef et du chœur de l'église de Tauberbischofsheim a été supposée la fonction liturgique de l'avers et du revers du panneau. Le fait que le revers du retable ne représente ni la Résurrection, ni la Mise au tombeau — selon la logique chronologique de la Passion du Christ —, mais se concentre au contraire sur le serviteur de Dieu frappé et « battu », selon Isaïe, « à cause de nos péchés » (« umb unser Sund willen »), comme le commente explicitement l'inscription en allemand, peut s'expliquer par le déroulement du sacrement de pénitence tel qu'il se pratiquait publiquement à cette époque, et dont on trouve le témoignage dans un tableau d'un maître anonyme, La Messe de saint Gilles, daté vers 1500. Les pénitents se préparaient pour le sacrement à l'arrière du chœur, derrière l'autel, en contemplant notamment pour leur édification des représentations du Jugement Dernier.
Le sujet du Portement de Croix et la mise en exergue des blessures du Crucifié est une réponse picturale à la pratique, qui émerge et se développe de façon croissante au XVe siècle, du culte des Plaies du Christ, en relation avec la théologie de la Croix (« Theologia crucis ») qui célèbre les différentes stations du Chemin de Croix et met l'accent sur les épisodes de la Passion.

### Une allusion à la Réforme?
La position de Grünewald face à la Réforme de Martin Luther a donné lieu à de vives discussions, qui s'appuient essentiellement sur l'inventaire des biens après décès de « Mathis Neithart peintre de Würzburg » mentionnant « un petit livret commentant les douze articles de la foi chrétienne, item vingt-sept sermons de Luther ; également un coffret clouté. Item le Nouveau Testament, et sinon beaucoup de libelles luthériens ». En l'absence de toute autre documentation ou témoignage, il est difficile d'en déduire un adhésion pleine et franche de Grünewald aux idées Luther, mais il reste tout à fait plausible d'envisager qu'il ait présenté, à la fin de sa vie, une certaine « ouverture aux idées de la Réforme » dont on a parfois voulu trouver la trace dans le Retable de Tauberbischofsheim.
Le choix d'une langue vernaculaire, en l'occurrence de l'allemand, pour l'inscription biblique du Portement de Croix, évoque tout d'abord le cadre de la Réforme, même s'il a été démontré qu'il ne pouvait s'agir d'une citation directe de la traduction de Luther, parue en 1527, et donc postérieure à l'exécution du retable. L'influence de la théologie luthérienne semble en outre transparaître dans le sens même de la citation, « il a été battu à cause de nos péchés », qui s'oppose à la possibilité d'un Commerce des indulgences, ainsi que dans la réduction radicale de l'épisode de la Passion à un drame humain, excluant, à l'inverse du Retable d'Issenheim, toute manifestation surnaturelle ou allusion cryptée — anges, saints ou démons, allégories ou commentaires latins. Le choix d'un Christ profondément humain, au périzonium en lambeaux dans la Crucifixion (un « Christ des pauvres » selon Huysmans), de même que l'habit déchiré de saint Jean, dont les traits évoquent, selon Zülch, le type du paysan franconien, a été interprété soit comme l'indication de la condition humble des personnages, soit comme le signe, de la part du peintre, d'une sympathie à l'égard des paysans lors de la Guerre des rustauds, dont la région de Tauberbischofsheim fut l'un des principaux foyers. La juxtaposition d'une Marie à la douleur retenue, repliée sur elle-même, et d'un Jean expressif, les mains en avant, pourrait également figurer l'opposition entre, d'un côté une conception de la foi émotionnelle, catholique, et de l'autre une théologie de la Réforme intellectualisée, concentrée sur les Écritures.

## Données techniques et restaurations

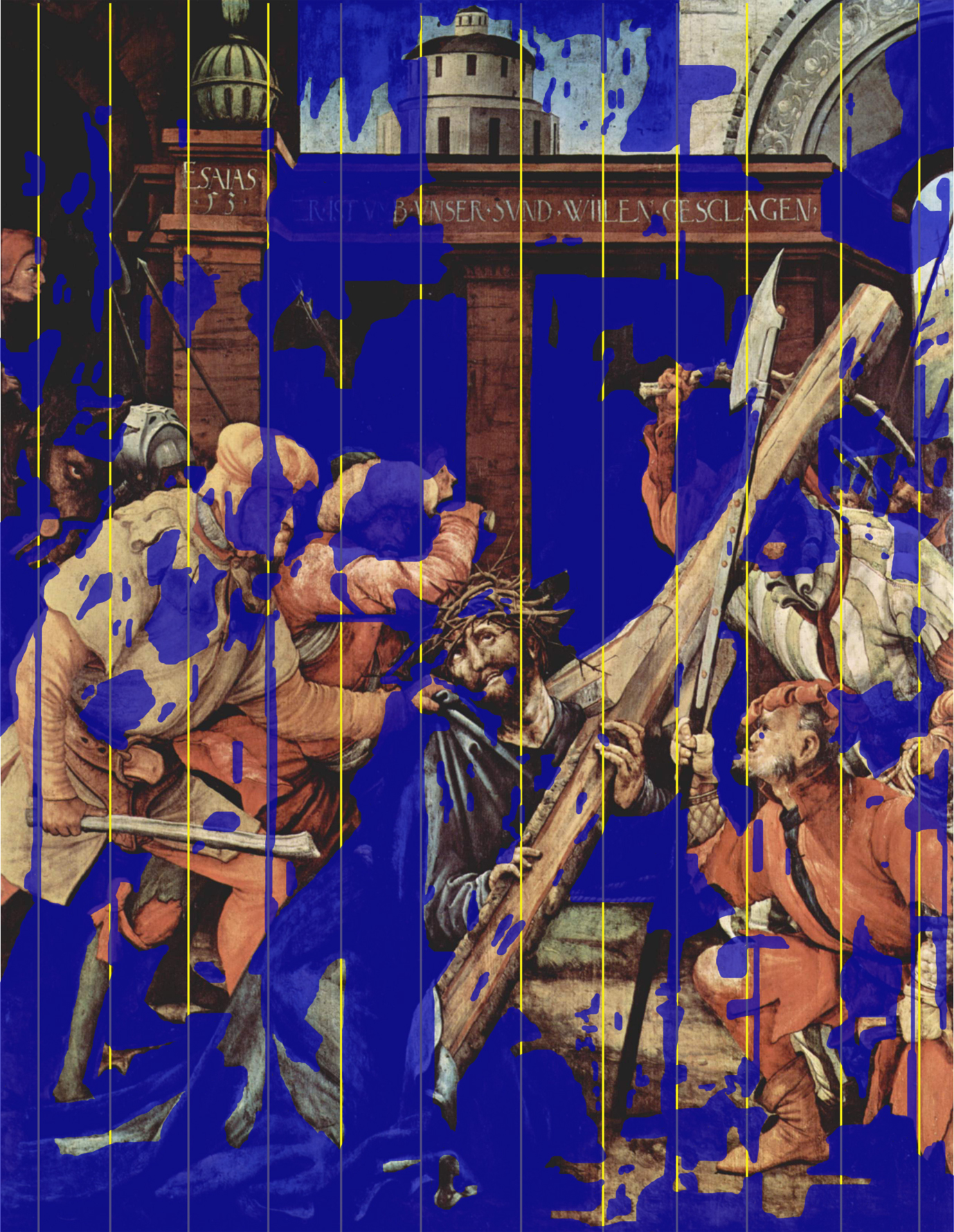
Lacunes et repeints (en bleu) et disposition des planches de bois du panneau (en jaune)

Une première évaluation de l'état général du tableau est effectuée en 1857 (ou 1847), et conduit à la décision d'une restauration évaluée à 112 florins, mais qui ne sera pas réalisée. Le revers devait alors, comme il l'a été souligné, être encore en relativement bon état. Mais quand l'œuvre est retirée de l'église de Tauberbischofsheim en 1875, elle est jugée si détériorée, à l'avers comme au revers, qu'elle est n'est « plus utilisable » : elle apparaît « malheureusement si ruinée par l'humidité, le temps et les vers que presque aucune partie colorée n'est reconnaissable. » Après son achat par Edward Habich, le panneau est, en 1883, scindé en deux par le restaurateur Alois Hauser (fils) dans les ateliers de l'Alte Pinakothek de Munich, ce qui amincit le support divisé dans son épaisseur. Chacune des deux parties est renforcée et stabilisée par une grille de bois (appelée « parquetage ») collée au revers. Les repeints et ajouts alors effectués ne sont pas documentés. Après leur retour dans la paroisse de Tauberbischofsheim, les deux panneaux sont accrochés au mur du chœur, où, en raison de l'humidité des murs, ils subissent en deux ans seulement des outrages irréversibles, ruinant certaines parties au point rendre visible le support de bois. Cette dégradation est également imputable à la division du retable, dont les deux parties sont désormais beaucoup plus sensibles à l'humidité.
La Staatliche Kunsthalle de Karlsruhe, qui acquiert les deux parties en 1900, engage vraisemblablement une première restauration vers 1901, et un nettoyage est attesté en 1910. En 1926, la restauratrice de la Kunsthalle Marga Eschenbach stabilise les supports en ajoutant au dos des attaches de bois, et élimine les cloques rongeant la couche de peinture. Les panneaux demeurent ainsi très longtemps dans un état stable. En 1988, ils sont vitrés, et un travail minimal de comblement des lacunes et fissures est mené. En 1993 débute un inventaire complet de l'état des deux panneaux et une analyse des matériaux, suivis d'une restauration accompagnée d'une documentation minutieuse des différentes phases de repeints. Les résultats intermédiaires du travail sur le Portement de Croix conduit par la restauratrice Karin Achenbach-Stolz depuis dix ans sont présentés au public lors d'une exposition qui se tient à la Kunsthalle du 3 mai au 21 septembre 2014. Même si l'opération doit se poursuivre sur les dix années à venir, elle permet déjà de retrouver les « coloris vifs, dissonants, agressifs » du tableau originel.
Les deux panneaux de bois désormais scindés du retable se composent de treize planches de sapin d'une largeur comprise entre 6,5 et 13,5 cm. Celles-ci sont collés bord à bord, sans toile pour stabiliser l'ensemble. Les planches extérieures sont exceptionnellement étroites, ce qui peut être l'indice d'un rognage du panneau sur ses côtés, avant même la restauration de 1883. L'épaisseur originelle du retable n'est plus évaluable, dans la mesure où les deux moitiés résultant de sa division ont été amincies, et ont reçu, pour les consolider, une grille de bois au dos. L'épaisseur actuelle du support est de 2 mm, ce qui empêche les déformations du tableau dues aux variations d'humidité et au travail du bois. Un possible chevillage du support, mentionné dans les sources du XVIIIe siècle, et destiné à recevoir un tenon permettant de faire pivoter le panneau, a peut-être été perdu lors de l'opération de division et d'amincissement du retable.

## Réception
À l'inverse de ses contemporains Lucas Cranach et Albrecht Dürer, l'œuvre de Grünewald n'a bénéficié jusqu'au XIXe siècle d'aucun écho comparable. Ceci peut s'expliquer notamment par l'absence — qu'il convient toutefois de nuancer — de transmission de son art au sein d'une « école » de suiveurs, qui auraient évité que son nom tombe si rapidement dans l'oubli. Sa redécouverte au XIXe siècle s'est de plus essentiellement concentrée sur le Retable d'Issenheim, d'une monumentalité sans pareille, et dont la renommée avait traversé les siècles : le Retable de Tauberbischofsheim, chant du cygne du peintre, a ainsi été rejeté dans l'ombre, jusqu'à son identification en 1873 par Oskar Eisenmann et sa présentation au public, d'abord à Cassel, où il est remarqué par le grand historien d'art Jacob Burckhardt, puis, à partir de 1900, à Karlsruhe.
La première et plus célèbre description littéraire de la Crucifixion de Tauberbischofsheim est due au romancier Joris-Karl Huysmans, qui avait pu admirer l’œuvre en 1888 à la Galerie de peinture de Cassel. Son roman Là-bas paru en 1891 débute par une controverse entre le personnage principal Durtal et son ami des Hermies à propos du naturalisme en littérature. Au terme de la discussion, Durtal, désormais seul, repense à la « révélation » du naturalisme « idéal », qu'il avait eue, non dans les livres, mais devant les tableaux des « Primitifs », et au premier chef, « devant une crucifixion de Mathaeus Grünewald ». Sa songerie se traduit alors par une longue et minutieuse description l'œuvre, dans une langue puissamment, voire excessivement expressive, qui se conclut en ces termes :

« Grünewald était le plus forcené des idéalistes. Jamais peintre n’avait si magnifiquement exalté l’altitude et si résolument bondi de la cime de l’âme dans l’orbe éperdu d’un ciel. Il était allé aux deux extrêmes et il avait, d’une triomphale ordure, extrait les menthes les plus fines des dilections, les essences les plus acérées des pleurs. Dans cette toile, se révélait le chef-d’œuvre de l’art acculé, sommé de rendre l’invisible et le tangible, de manifester l’immondice éplorée du corps, de sublimer la détresse infinie de l’âme.
Non, cela n’avait d’équivalent dans aucune langue. »

Cette description marque la réception de l'ensemble de l'œuvre de Grünewald, et contribue à populariser un peintre alors seulement connu des spécialistes de l'Histoire de l'art, non seulement en France, mais aussi en Allemagne, puisque Julius Meier-Graefe en propose une traduction qui paraît en 1895 dans la revue artistique d'avant-garde Pan — dans une version abrégée et, compte tenu de la brutalité expressive de l'original, linguistiquement allégée.
La génération des artistes de cette époque découvre alors la puissance et l'originalité du langage pictural de l'artiste. Un des premiers peintres à y puiser son inspiration est Arnold Böcklin. Il sera suivi, entre autres, par Max Beckmann, Oskar Kokoschka, Paul Klee, August Macke et Pablo Picasso.